# Kelet-Flandria
Kelet-Flandria (hollandul Oost-Vlaanderen, franciául Flandre orientale) a belgiumi Flandria régió tartománya. Északon Hollandia, keleten Antwerpen és Flamand-Brabant tartományok, délen a vallón régióhoz tartozó Hainaut, míg nyugaton Nyugat-Flandria határolja.
A tartomány székhelye Gent, a város területe 2,991 km², ezt hat adminisztratív körzetre és 65 járásra osztották fel. A tartomány lakossága 2006. január 1-jén 1 389 199 fő volt.
A tartomány zászlója a flamand grófok hagyományos fekete oroszlánja, vízszintes zöld és fehér mezőkön. A zászló korábban szinte teljesen megegyezett Flandria régió zászlójával azaz a sárga háttéren ábrázolt fekete oroszlánnal.

## Földrajz
A tartomány legmagasabb pontja a Hotondberg 150 m-rel a tengerszint felett. Legjelentősebb vízfolyásai a Schelde, Leie, Dender és Durme folyók.

## Történelem
A tartomány területének legkorábbi ismert lakói a Schelde és Dender folyók közötti területen letelepedő Menapii (hollandul: Menapiërs), illetve a Schelde és a Dijle folyók között letelepedő Nerviërs (latin elnevezésük Nervii) gall törzsek.
A 9. sz.-ra a tartomány a Frank Birodalomhoz tartozott, a Schelde-től nyugatra eső terület a brabanti grófok, attól keletre a lotaringiai grófok uralma alatt. A 11. sz.-ra viszont a flamand grófok szerezték meg a területet és integrálták a flamand grófságba.
1795-ben a terület francia megszállás alá került, akik Schelde néven szervezték újjá a területet. A francia forradalom, illetve a napóleoni háborúkat követően a tartomány neve Zeeuws-Vlaanderen-re változott, majd Belgium 1830-as függetlenné válását követően, amikor az északi részt Zeeland néven Hollandiához csatolták, megkapta jelenlegi elnevezését.

## Közigazgatás és politika
A Tartományi Tanácsnak (vagyis a tartomány "parlamentjének) összesen 84 választott képviselője van.
A legutolsó, 2006. október 8-án tartott önkormányzati választásokon hat politikai párt képviselői jutottak be a tartományi tanácsba: a CD&V/N-VA szövetség 25 helyet, a szocialista SP.A-spirit szövetség 14 helyet, az VLD-Vivant 22, a Vlaams Belang 19 helyet, míg a zöld párt Groen! 4 képvelői helyet szerzett. A tartományi kormányzáshoz szükséges többséget a CD&V/N-VA, VLD és az SP.A-Spirit koalíciója biztosítja.
A tanács tagjai közül választ hat képviselőt vagy bestendige deputatie-t, akik a tartomány végrehajtó testületét alkotják a kormányzóval együtt. Kelet-Flandria kormányzója 2004 november 26-a óta André Denys (VLD).
A tartományi kormány tagjai:
- Alexander Vercamer (CD&V)
- Marc De Buck (VLD)
- Peter Hertog (SP.a-Spirit)
- Jozef Dauwe (CD&V)
- Carina Van Cauter (VLD)
- Eddy Couckuyt (CD&V)

A tartomány jelenlegi éves költségvetése kb. 300 millió euró.

### A tartomány kormányzói 1830-tól
- Pierre De Ryckere (1830)
- Werner de Lamberts-Cortenbach (1830–1834)
- Charles Vilain XIIII (1834–1836)
- Louis de Schiervel (1837–1843)
- Leander Desmaisières (1843–1848)
- Edouard De Jaegher (lib.) (1848–1871)
- Emile de T'Serclaes De Wommersom (1871–1879)
- Léon Verhaeghe de Naeyer (lib.) (1879–1885)
- Raymond de Kerchove d'Exaerde (1885–1919)
- Maurice Lippens (lib.) (1919–1921)
- André de Kerchove de Denterghem (lib.) (1921–1929)
- Karel Weyler (lib.) (1929–1935)
- Jules Ingenbleek (lib.) (1935–1938)
- Louis Frederiq (lib) (1938–1939)
- Maurice Van den Boogaerde (1939–1954)
- Albert Mariën (lib.) (1954–1963)
- Roger de Kinder (BSP) (1963–1984)
- Herman Balthazar (sp.a) (1984–2004)
- André Denys (VLD) (2004–)

## Közigazgatási beosztása
| Körzet neve       | Gent: | Oudenaarde: | Eeklo:                                                             | Aalst: | Dendermonde: | Sint-Niklaas:                                                                       |
| Helyzete          | | |                                                                    | | |                                                                                     |
| Lakosság 'Terület | 500,794 944 km² | 114,609 419 km² | 79,374 334 km²                                                     | 262,542 469 km² | 186,991 343 km² | 225,826 475 km²                                                                     |
| Önkormányzatok    | - Aalter - Deinze - De Pinte - Destelbergen - Evergem - Gavere - Gent - Knesselare - Lochristi - Lovendegem - Melle - Merelbeke - Moerbeke - Nazareth - Nevele - Oosterzele - Sint-Martens- Latem - Waarschoot - Wachtebeke - Zomergem - Zulte | - Brakel - Horebeke - Kluisbergen - Kruishoutem - Lierde - Maarkedal - Oudenaarde - Ronse - Wortegem- Petegem - Zingem - Zwalm | - Assenede - Eeklo - Kaprijke - Maldegem - Sint-Laureins - Zelzate | - Aalst - Denderleeuw - Erpe-Mere - Geraardsbergen - Haaltert - Herzele - Lede - Ninove - Sint-Lievens- Houtem - Zottegem | - Baasrode - Berlare - Buggenhout - Dendermonde - Hamme - Laarne - Lebbeke - Waasmunster - Wetteren - Wichelen - Zele | - Beveren - Kruibeke - Lokeren - Sint-Gillis- Waas - Sint-Niklaas - Stekene - Temse |

### Nem-hivatalos régiói
- Meetjesland
- Waasland
- Flamand Ardennek
- Lys régió

## Külső hivatkozások
- Kelet-Flandria tartomány hivatalos lapja